# Meiringen-Innertkirchen Bahn
La ligne Meiringen-Innertkirchen (MIB, anciennement Kraftwerke Oberhasli) est une entreprise ferroviaire suisse. En 2019, la compagnie a transporté près de 256 000 voyageurs.

## Ligne
L'entreprise possède une ligne de 4,99 km à voie métrique (1 000 mm), mise en service 1er août 1926, électrifiée depuis 1977, exploitée par les forces motrices de l’Oberhasli SA. Le tracé passe à travers les falaises du «Kirchet», le long de la gorge de l’Aar. Elle relie la ville de Meiringen avec la commune de Innertkirchen dans le Canton de Berne. Cette ligne était le départ d'un projet de liaison à voie métrique (avorté), devant rejoindre Grindelwald, à l'ouest, et la ligne de la Furka à Gletsch, via le Grimsel.
Entre Meiringen SBB, et Meiringen MIB, une jonction à voie métrique existe, avec une section de séparation entre courant alternatif 15 kV à basse fréquence (SBB Brünig), et courant continu (MIB).
La Compagnie Zentralbahn AG et le groupe Kraftwerke Oberhasli ont signé un accord pour la reprise de la MIB au 1er janvier 2021,.

## Matériel roulant

### Matériel roulant actuel
| Matériel roulant                   | Type et numéros | Nbre | Année de construction | Constructeur(s)               | Places assises 2e classe | Remarque(s)           | Photo |
| ---------------------------------- | --------------- | ---- | --------------------- | ----------------------------- | ------------------------ | --------------------- | ----- |
| Automotrices                       | BDe 4/4 11      | 1    | 1953                  | SIG / SAAS                    | 32                       | Ex BDe 4/4 604 des CJ |       |
| Automotrices                       | Be 4/4 8        | 1    | 1996                  | Stadler / SIG / ABB           | 40                       |                       |       |
| Automotrices                       | Be 2/6 125 013  | 1    | 1998                  | ACMV Adtranz SLM Stadler Rail | 75                       |                       |       |
| Locomotive électrique et thermique | Gem 4/4 12      | 1    | 1994                  | SIG / FFA / BBC               | –                        | Ex Gem 4/4 402 des CJ |       |

### Matériel roulant ancien
| Matériel roulant     | Type et numéros | Nbre | Année de construction | Constructeur(s) | Places assises 2e classe | Remarque(s)                | Photo |
| -------------------- | --------------- | ---- | --------------------- | --------------- | ------------------------ | -------------------------- | ----- |
| Automotrices         | BDa 2/2 4-5     | 2    | 1939/1949             | SIG / SAAS      | 28                       |                            |       |
| Automotrices         | Be 4/4 9        | 1    | 1961                  | SWS / MFO       | 36                       | Retirée du service en 2007 |       |
| Automotrices         | Bem 4/4 6-7     | 2    | 1952                  | Fuchs / BBC     |                          |                            |       |
| Locomotives à vapeur | G 4/5 123-124   | 2    | 1914/1915             | SLM             | -                        |                            |       |
| Tracteur Diesel      | Tm 2/2 10       | 1    | 1958                  | RACO / Saurer   | –                        |                            |       |